# 3 (album av Suburban Kids with Biblical Names)
#3 är Suburban Kids with Biblical Names' debutalbum, utgivet 12 oktober 2005 på skivbolaget Labrador. Albumet gavs även ut i USA 2006 och året efter i Storbritannien.
Albumet föregicks av två EP-skivor, från vilka flera låtar kom med på albumet.

## Låtlista
Alla låtar är skrivna av Suburban Kids with Biblical Names.
| Nr  | Titel                     | Längd |
| --- | ------------------------- | ----- |
| 1.  | Marry Me                  | 2:18  |
| 2.  | Loop Duplicate My Heart   | 3:07  |
| 3.  | A Couple of Instruments   | 3:12  |
| 4.  | Parakit                   | 2:56  |
| 5.  | Trees and Squirrels       | 3:18  |
| 6.  | Funeral Face              | 2:58  |
| 7.  | Noodles                   | 2:48  |
| 8.  | Peter's Dream             | 2:52  |
| 9.  | Shitty Weekend            | 2:43  |
| 10. | Rent a Wreck              | 2:54  |
| 11. | Seems to Be on My Mind    | 2:51  |
| 12. | Little Boys in the Ghetto | 3:21  |

| 13. | Love Will            | 3:08 |
| 14. | Trumpets and Violins | 2:50 |

## Personal
Siffrorna inom parentes anger låtnummer.
- Lina Cullemark - sång (5)
- Peter Gunnarsson - medverkande musiker, producent
- Johan Hedberg - medverkande musiker, producent
- Daniel Holmström - bakgrundssång (3, 11), trumpet (3, 5)
- William Nömell - fotografi
- Rickard Strand - bakgrundssång (3, 11)
- Niklas Tafra - trombon (11)

## Mottagande
I Sverige fick skivan ett gott mottagande och snittar på 3,8/5 på Kritiker.se, baserat på sju recensioner.
I övrigt gav Allmusic skivan betyget 4/5.

### Fotnoter
1. 1 2 3  ”#3”. Discogs.com. http://www.discogs.com/Suburban-Kids-With-Biblical-Names-3/release/541078. Läst 26 februari 2012.
2. ↑  ”Diskografi”. Discogs.com. http://www.discogs.com/artist/Suburban+Kids+With+Biblical+Names. Läst 26 februari 2012.
3. ↑  ”#3”. Kritiker.se. https://kritiker.se/skivor/suburban-kids-with-biblical-names/3/. Läst 26 februari 2012.
4. ↑  ”#3”. Allmusic.com. http://www.allmusic.com/album/3-r825954. Läst 26 februari 2012.